# 邪术
邪术就是不正当的方术、妖术的意思，也有称「巫术」。在中国以及世界各地，自古以来就存在许多神秘的方术，其中一些是由宗教方术或由巫医演变而来的邪术。只是黑道或白道邪术，都是用邪灵、低灵或者陰鬼的力量来施法。所谓黑道，是指为求个人经济上的利益，或复仇、奪权、夺爱或被人雇用而施术加害于人；白道则是指用以治病、收惊、保护、御防、寻求水源、求雨、谋求个人或别人之好处而施术。邪术害人害己，即便是白道邪術，往往也会招引附体、危害自身。东西方史书、典籍多有记载，但现代也有无神论者认为邪术之类是封建迷信或者子虛烏有。

## 几种常见邪术

### 东南亚的降头术
降头术在东南亚以及南洋一带流传很广，与中国云南贵州一带“蛊术”类似。降头术本是源于宗教的一种法术，一说来源于中国的茅山道术，脱离正道修练而用于害人则成为邪术，属于真实存在的超自然力量。据说，此术可使孩子啼笑反常、夫妇反目、贞女淫乱、家庭骨肉不睦、老幼奇异病痛、精神病狂、事业遇险等。降头术会使一个人离奇地死亡，中降而死的人，都是健康的，而事前也没有什么疾病的病征。
降头师下降头需要当事人的头发等或用的东西来作为引子，配以符咒和药水起作用。为加强效果，会加入一些自然界毒性比较强的动物来制作药引，例如蛇，蜘蛛，毒蝎子，蜈蚣等。解除降头的方法一般是以毒攻毒的办法，同样需要蛇、蜘蛛、毒蝎子、蜈蚣等做药引，然后用符咒反攻下降头的人，让他自吃其果，这样的办法比较彻底。唯一缺陷 是要知道谁下的降头。如果用符咒解除降头，方法快但不治本，只要对方继续下降头，就会继续中招。最厉害的降头，一般方术解决不了，只有靠佛法力量祛除。“佛法无边”，诸佛正道的力量能消除邪咒。

### 蛊毒邪术
古人认为蛊具有神秘莫测的性质和巨大的毒性，所以又叫毒蛊，可以通过饮食进入人体引发疾病。蛊毒非常厉害，能使人惹病丧生。患者如同被鬼魅迷惑，神智昏乱。因此，又出现造蛊害人的做法。蛊术蛊，相传是一种人工培养而成的毒虫。放蛊是中国古代遗传下来的神秘巫术。据学者考证，战国时代中原地区已有人使用和传授造蛊害人的方法。造蛊者可用法术遥控蛊虫给施术对象带来各种疾病甚至将其害死。蛊术在中国南方比较多。尤其是苗族，几乎全民族笃信蛊，只是各地轻重不同而已。，几乎人人谈蛊色变。
- 蛊毒种类在文献中的记述有十多种，拍花放蛊是其中的一种。现在，中国多地出现类似“拍花”偷小孩的现象，施术者用手在孩子头上抹一下，孩子就乖乖跟着走。还有利用此术，让被施术者回家取钱取存折，将存折密码等信息一并获得。

- 对于毒蛊致病的法术，古人深信不疑，中国留下很多避蛊、治蛊的方法，也有中蛊的辨认方法。《千金方》、《本草纲目》、《诸病而侯论》等医书中都有对中蛊症状的细致分析和治疗的医方。宋仁宗于庆历八年（1048年）曾颁行介绍治蛊方法的《庆历善治方》一书，转发各地民间使用（见《续资治通鉴》卷四十九）[5]。

- 历史上一直严厉惩诫放蛊害人。《汉律》中就有“敢蛊人及教令者弃市”的条文；隋、唐、宋以至明清的法律都把使用毒蛊列为十恶不赦的大罪之一，处以极刑。宋朝对於民间有过放蛊和养蛊前科的人，管理非常严格。太祖乾德二年（西元九六四年）下令将永州（湖南省零陵县）养蛊的人三百二十六家移往当地的穷乡僻壤，不准他们进城（见《续资治通鉴》卷四）[6]。官府对所谓施蛊者的处罚极其残忍。明人邝露说，壮族地区的“峒官”提陀潜抓到施蛊妇女后，将其身体埋在地下，只露出头部在外，再在蛊妇头上浇上蜡汁点火焚烧。[4]

- 历史上著名的蛊乱事件[7][8]：汉武帝长安汉宫的巫蛊之祸[9]、隋宫的蛊乱[10]、明朝发生的放蛊事件、清朝发生的蛊案

### 茅山术
它起源于中国的江苏茅山道教修練方法。茅山道术是中国神秘的道术，多用画符念咒等驱鬼、降魔、为人治病禳灾。一些人偏用术类与咒诀，而遗弃了茅山宗的教义心法，逐渐形成了民间一种附道的外道巫术。后世以这种奇特术类来害人谋财的事情多了，茅山术之名就邪变成了恐怖的邪术了。

### 黑魔法
西方魔法中的邪術稱為黑魔法。

## 典籍论述
《晏子春秋·外篇下一》：“积财不能赡其乐，繁饰邪术以营世君，盛为声乐以淫愚其民。”
晋葛洪 《抱朴子·汉过》：“左道邪术，假托鬼怪者，谓之通灵神人。”
清朝俞蛟在《梦厂杂着．临清寇略》一书中记载：“（王伦）又诡称遇异人授符篆，能召鬼神诸邪法，以惑愚民。”
保罗说：“《圣经》明说，在后来的时候，必有人离弃真道，听从那引诱人的邪灵和鬼魔的道理。这是因为说谎之人的假冒，这等人的良心，如同被热铁烙惯了一般。”（提前 4:1, 2）“你们中间不可有人使儿女经火、也不可有占卜的、观兆的、用法术的、行邪术的、用迷术的、交鬼的、行巫术的、过阴的。凡行这些事的，都为耶和华所憎恶。因那些国民行这些可憎恶的事，所以耶和华你的上帝将他们从你面前赶出、你要在耶和华你的上帝面前作完全人。因你所要赶出的那些国民、都听信观兆的和占卜的，至于你，耶和华你的上帝从来不许你这样行。”（申 18:10 - 14）

## 邪术害人害己故事
唐朝刘餗在《隋唐嘉话．卷中》记载了这样一个故事：“贞观中，西域献胡僧，咒术能死生人。太宗令与飞骑中捡壮勇者试之，如言而死，如言而苏。帝以告太常卿傅奕，奕曰：‘此邪法也。臣闻邪不犯正，若使咒臣，必不得行。’帝召僧咒奕，奕对之，初无所觉。须臾，胡僧忽然自倒，若为所击者，便不复苏。”，意思是「西域胡僧的邪术确实高超，能使军中壮勇的武士死亡，也能使其复活。但是，胡僧的邪术在傅奕面前就完全失效了。傅奕先前是道士，后来还俗做官。他学过道家的法术，而且功能比那个胡僧的邪术强，邪不胜正，因此，胡僧的邪术不但不能在傅奕身上发挥任何作用，自己却最终倒地身亡」